# Monomma lukuledianum
Monomma lukuledianum es una especie de coleóptero de la familia Monommatidae.

## Distribución geográfica
Habita en el este de África.